# Perdidos en la noche
Perdidos en la noche (título internacional: Lost in the night) es una película mexicana, alemana, neerlandesa y danesa de 2023 dirigida por Amat Escalante, con el apoyo de compañías de Suiza y Reino Unido. En este thriller, un joven va en busca del culpable de la desaparición de su madre. 
La película fue seleccionada para participar en la sección Cannes Premiere en la 76° edición del Festival de Cannes.

## Sinopsis
Paloma, profesora y activista, protesta contra la industria minera local. Poco después, desaparece sin dejar rastro. Tres años después, su hijo Emiliano busca al culpable. Este joven de 20 años tiene un gran sentido de la justicia. Debido a la incompetencia del sistema judicial, se toma la justicia por su mano. Una pista le conduce a la casa de verano de la rica y excéntrica familia Aldama. El clan está liderado por la prominente matriarca Carmen Aldama. En busca de la verdad, Emiliano se sumerge en un oscuro mundo lleno de secretos, mentiras y venganza.

## Reparto
- Juan Daniel García Treviño - Emiliano
- Ester Expósito - Mónica Aldama
- Bárbara Mori - Carmen Aldama
- Fernando Bonilla Martínez - Rigoberto Duplás
- María Fernanda Osio - Jazmin
- Jero Medina - Rubén
- Vicky Araico - Paloma Flores
- Mayra Hermosillo - Violeta

## Producción
Perdidos en la noche es el sexto largometraje dirigido por el cineasta mexicano Amat Escalante. Coescribió el guion con su hermano Martín Escalante. El rodaje se llevó a cabo desde principios de octubre hasta finales de noviembre de 2021 en Guanajuato y Ciudad de México.